# Larry Joshua
Larry Joshua (New York, 12 februari 1952) is een Amerikaans acteur.

## Persoonlijk
Joshua was van 1984 tot en met 1996 getrouwd en heeft hieruit drie kinderen.

## Filmografie

### Films
Selectie:
- 2003 Cradle 2 the Grave – als politieagent in kluis
- 2002 Spider-Man – als promotor van worstelen
- 1999 For Love of the Game – als fan van de Yankees in bar
- 1998 The X-Files – als politieagent in Washington D.C.
- 1992 Unforgiven – als Bucky
- 1990 Dances with Wolves – als sergeant Bauer
- 1990 Quick Change – als werknemer straatwerk
- 1989 Sea of Love – als Dargan
- 1986 Rockabye – als politieagent
- 1982 Still of the Night – als dief
- 1981 The Burning – als verglazer

### Televisieseries
Uitgezonderd eenmalige gastrollen.
- 1995 – 2001 NYPD Blue – als Clifford Bass – 11 afl.
- 1995 Courthouse – als advocaat Cole – 2 afl.
- 1992 – 1993 Silk Stalkings – als rechercheur Rudy Galbrath – 2 afl.
- 1990 Cop Rock – als kapitein John Hollander – 11 afl.

- Library of Congress Control Number: no2014083987
- Virtual International Authority File: 310520940
- WorldCat: E39PBJckQKgVYXPpRctjTF7GpP